# Солодовка (Московская область)
Солодовка — деревня в Чеховском районе Московской области, в составе муниципального образования сельское поселение Стремиловское (до 28 февраля 2005 года входила в состав Стремиловского сельского округа), деревня связана автобусным сообщением с райцентром и соседними населёнными пунктами.

## Население
| 2002 | 2006 | 2010  |
| ---- | ---- | ----- |
| 2    | ↗3   | ↗1480 |

## География
Солодовка расположена примерно в 13 км на запад от Чехова, на правом берегу реки Лопасни, высота центра деревни над уровнем моря — 172 м. На 2016 год в Солодовке зарегистрировано 1 садовое товарищество.